# Sojeong-myeon
Sojeong-myeon (koreanska: 소정면) är en socken i staden Sejong, Sydkorea. Den ligger 90 km söder om huvudstaden Seoul.